# Bekhorot

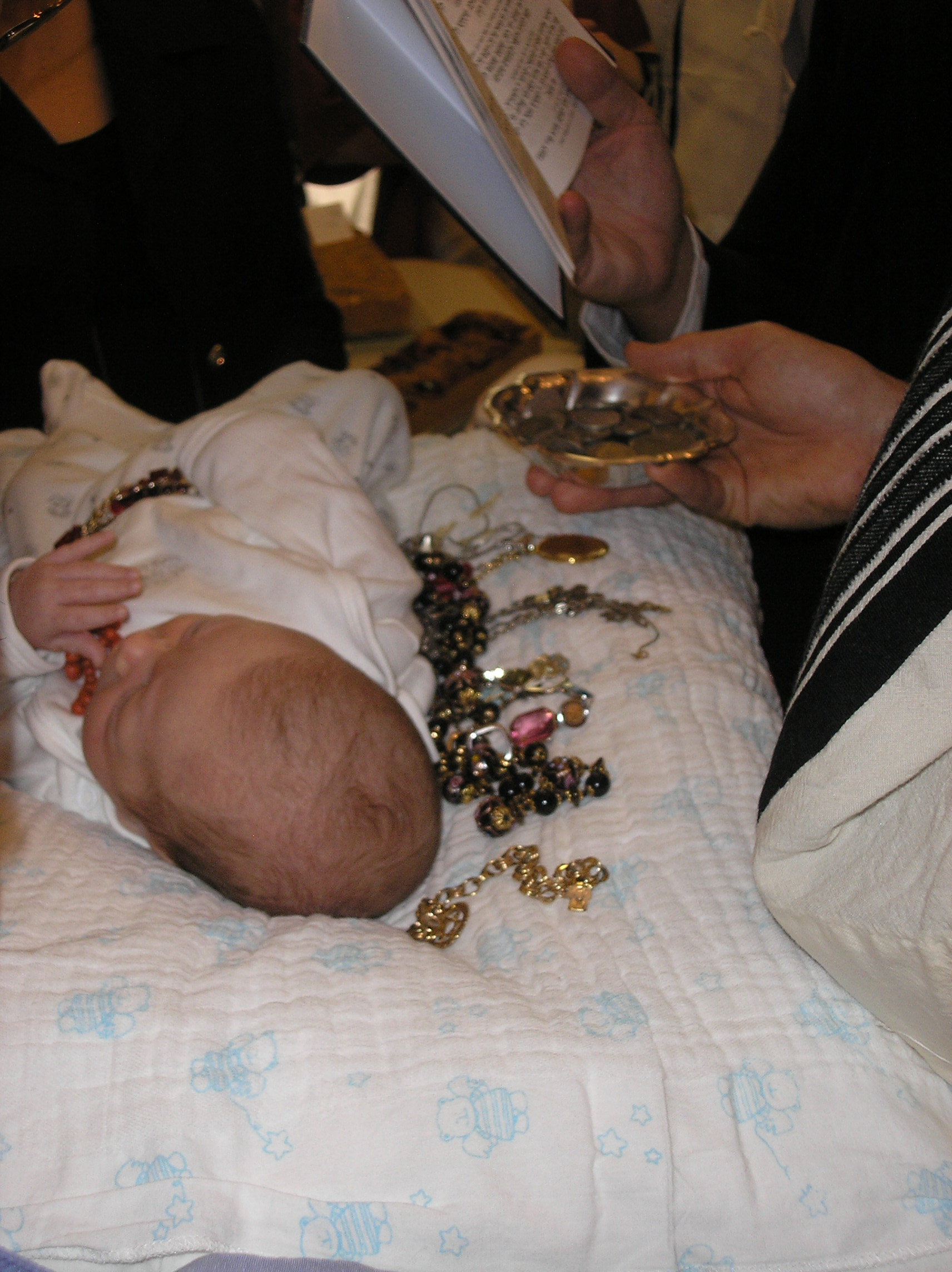
"Pidyon Haben": riscatto del primogenito

Bekhorot (ebraico: בכורות, “Primogenito”) si riferisce al primogenito umano o animale secondo la Bibbia ebraica, dove Dio comandò a Mosè nel Libro dell'Esodo "Consacrami ogni primogenito, il primo parto di ogni madre tra gli Israeliti - di uomini o di animali -: esso appartiene a Me". È da questo comandamento che l'ebraismo forma le fondamenta delle proprie tradizioni e dei molti rituali relativi al riscatto del figlio primogenito ("Pidyon HaBen") e alla macellazione sacrificale.
Oltre ai numerosi riferimenti che si trovano nella Bibbia, anche Bekhorot è considerato Seder Kodashim (ebraico: קדשים) o "Cosa Santa" e quindi si trova nel quinto ordine della Mishnah intitolato Kodashim, Trattato 4, Bekhorot. L'obiettivo principale del trattato si riferisce al sacrificio rituale, o della macellazione del primo nato sia umano che animale. Una dispensa è data per il figlio primogenito attraverso il "rito del riscatto" in cui il figlio viene riscattato dal Kohen per la somma tradizionale di cinque shekel d'argento. (cap. 7). Anche gli asini devono essere riscattati dal Kohen o uccisi (cap. 10). Tuttavia, secondo il Kodashim, tutti i primogeniti animali (vitelli, agnelli o capretti), dopo opportuna ispezione sacerdotale per la purezza, devono essere sacrificati a Dio o presentati come dono al Kohen (capp. 2–6). I sacerdoti avevano il dovere di ispezionare i primogeniti per eventuali difetti prima della consacrazione. Tali difetti sono elencati sia nella Mishnah che nella Tosefta.  La Tosefta, molto simile alla Mishnah per ordine e funzione, differisce nell'enumerazione delle imperfezioni e dei rispettivi nomi. Oltre ai nomi e alle imperfezioni la Tosefta esamina diversi scenari che il Kohen potrebbe incontrare quando determina lo stato del primogenito, per esempio quando un animale partorisce un piccolo che somiglia ad una specie diversa.
Non esistono esegesi bibliche del Bekhorot nel Talmud gerosolimitano; tuttavia se ne trovano nel Talmud babilonese che risulta terzo nella gerarchia delle Sacre Scritture ebraiche. Il Bavli include anche un ulteriore commentario in merito alla purezza del primogenito. Oltre al tema comune della purezza il Bavli esamina anche la dispensa del primogenito Levita e quella dei Kohanim. Il figlio di madre levita o di Kohanim, che il padre sia o meno un levita o israelita, viene automaticamente esentato dal “pagamento di riscatto”; tale esenzione è dovuta al fatto che questi maschi primogeniti sono già nati consacrati al servizio divino e quindi il riscatto non è dovuto.